# Tai-Chang Chiang
Tai-Chang Chiang (* 20. Jahrhundert) ist ein taiwanesischer, in den USA wirkender Experimentalphysiker (Oberflächenphysik).
Chiang studierte Physik an der Taiwan National University mit dem Bachelor-Abschluss 1971 und wurde 1978 an der University of California, Berkeley,  bei Yuen-Ron Shen promoviert. Als Post-Doktorand war er zwei Jahre am Thomas J. Watson Research Center von IBM und ging 1980 an die University of Illinois at Urbana-Champaign. 1999 bis 2006 war er stellvertretender Direktor des Frederick Seitz Material Research Laboratory. 2010 bis 2014 war er wissenschaftlicher Direktor des Synchrotron Radiation Center der University of Wisconsin-Madison in Stoughton.
Chiang arbeitet sowohl experimentell als auch als Theoretiker. Er war ein Pionier in der Herstellung gleichförmiger dünner Filme mit Dicken von einer bis über hundert Atomlagen, die wie Interferometer für Elektronenwellen wirken und bei denen durch Reflexion an den Randschichten des Films stehende Wellen (Quantentöpfe) entstehen.
Am Anfang seiner Karriere befasste er sich mit der Anwendung von winkelaufgelöster Photoemissionsspektroskopie (ARPES) und core level Photoemission auf das Studium von Oberflächen, dünnen Filmen/Grenzflächen und Supergittern und erweiterte das auch auf magnetische Systeme und neuartige Materialien. Er demonstrierte als einer der Ersten, dass Atome an Kristalloberflächen andere Bindungsenergien haben als solche im Innern von Festkörpern, dass dies mit Photoemission nachweisbar ist, und er entwickelte daraus neue Analysemethoden für Oberflächen. Er entwickelte systematische Methoden für die Abbildung der dreidimensionalen Bandstruktur und nutzte diffuse thermische Streuung von Röntgenstrahlen für die Abbildung von Phononen.
Er nutzt Synchrotronquellen wie die Advanced Photon Source am Argonne National Laboratory, des Synchrotron Radiation Center und die Advanced Light Source (ALS) des Lawrence Berkeley National Laboratory und den Freie-Elektronenlaser LCLS in Stanford. Neben Photoemissionsspektroskopie und Röntgenstrukturuntersuchungen mit Synchrotronstrahlung nutzt er Molekularstrahlepitaxie zur Herstellung der Filme und Schichten, und Rastertunnelmikroskopie (STM), zum Beispiel bei der erstmaligen Beobachtung von Ladungsdichtewellen nahe Defekten.
Chiang untersucht die elektronische Struktur, Spin-Struktur, Phononen, Ladungsdichtewellen, Gitterstruktur und Dynamik von Festkörpern, Oberflächen und dünnen Filmen. Zu seinen Untersuchungsgegenständen zählten auch Quantenmaterialien wie  topologische Isolatoren und topologische Oberflächenzustände, Dirac- und Weyl-Halbmetalle z. B. in Graphen.
1984 erhielt er einen Presidential Young Investigator Award der National Science Foundation. 1986 wurde er Fellow der American Physical Society.
2015 erhielt er den Davisson-Germer-Preis für seine eleganten Demonstrationen vielfacher Quantentopf-Resonanzen in dünnen metallischen Filmen, die durch die Züchtung von Filmen von bisher nicht dagewesener Uniformität erreicht wurden, und seine Demonstration und Anwendung von Quanteneffekten zum Verständnis und der Kontrolle der Stabilität dünner Filme (Laudatio). 2016 wurde er in die Academia Sinica in Taiwan gewählt.

## Schriften (Auswahl)
Außer die in den Fußnoten zitierten Arbeiten.
- Surface and bulk photoemission: Some old problems and new findings,  Chinese Journal of Physics, Band 35, 1997, S.  496–508.
- Photoemission studies of quantum well states in thin films, Surface Science Reports. Band 39, 2000, S. 181–235.
- mit T. E. Kidd: Electron-Hole Coupling and the Charge Density Wave Transition in TiSe2, Phys. Rev. Lett., Band 88, 2002, S.  226402
- mit D. A. Luh u. a.: Large electron-phonon coupling at an interface, Phys. Rev. Lett., Band  88, 2002, S. 256802.
- mit D. A. Ricci, T. Miller: Controlling the thermal stability of thin films by interfacial engineering, Phys. Rev. Lett., Band 95, 2005, S. 266101.
- mit R. Xu u. a.: Direct mapping of phonon dispersion relations in copper by momentum-resolved x-ray calorimetry, Phys. Rev. Lett., Band 101, 2008, S. 085504
- mit M. K. Brinkley u. a.:  Using electronic coherence to probe a deeply embedded quantum well in bimetallic Pb/Ag films on Si(111), Phys. Rev. Lett., Band 103, 2009, S. 246801
- mit R. Xu: Studying structural phase transitions with X-ray thermal diffuse scattering, Phase Transitions, Band 83, 2010, S. 99–106
- mit Y. Liu u. a.: Phonon-induced gaps in graphene and graphite observed by angle-resolved photoemission, Phys. Rev. Lett., band 105, 2010, S. 136804.
- mit Y. Liu, G. Bian, T. Miller: Visualizing electronic chirality and Berry phases in graphene systems using photoemission with circularly polarized light, Phys. Rev. Lett., Band 107, 2011, S. 166803